# ARA República (P-10)
La ARA República (P-10) fue una corbeta de la clase Flower en servicio con la Armada Argentina de 1948 a 1961 y en la Royal Navy de 1943 a 1946 como HMS Smilax (K280). Previo a su entrega a RU fue originalmente prevista para la US Navy como USS Tact (PG-98).

## Historia
Fue construida por el astillero Collingwood Shipyards de Collingwood, Ontario, Canadá, siendo puesta en gradas y botada en 1942. En 1943 fue entregada a la Royal Navy como HMS Smilax. Finalizada la guerra, fue devuelta a EE. UU. en 1946 y posteriormente vendida a Argentina en 1948.
Durante su carrera en Argentina estuvo asignada a la Base Naval Mar del Plata. En ocasión del golpe de Estado de septiembre de 1955, la corbeta República bloqueó el puerto de Mar del Plata y defendió a la base naval del ataque leal.
Fue dada de baja en 1961 y entregada a la Dirección General de Fabricaciones Militares para su desguace y fundición.